# Plainview (Texas)
Plainview é uma cidade localizada no estado norte-americano do Texas, no Condado de Hale.

## Demografia
Segundo o censo norte-americano de 2000, a sua população era de 22.336 habitantes.
Em 2006, foi estimada uma população de 22.088, um decréscimo de 248 (-1.1%).

## Geografia
De acordo com o United States Census Bureau tem uma área de
35,7 km², dos quais 35,7 km² cobertos por terra e 0,0 km² cobertos por água. Plainview localiza-se a aproximadamente 1026 m acima do nível do mar.

## Localidades na vizinhança
O diagrama seguinte representa as localidades num raio de 28 km ao redor de Plainview.